# Crisis entre Argentina y Chile de 1978
La crisis entre Argentina y Chile de 1978 fue una situación de riesgo de guerra entre Argentina y Chile que sucedió entre los años 1977 y 1979 a raíz del laudo arbitral británico. La mediación papal en el conflicto del Beagle solucionó la crisis. Los países acordaron el Tratado de Paz y Amistad en 1984.

## La política interna
Ambos países eran regidos por gobiernos de las fuerzas armadas que coincidían en muchos aspectos de su política exterior e interior. En ambos se conculcaban los derechos ciudadanos y se violaban los derechos humanos. Incluso habían logrado acuerdos para operaciones internacionales de represión, como la Operación Cóndor. Pero por razones históricas existían diferencias fundamentales en la manera de hacer política y en la manera de llevarla a cabo.
Paradójicamente ambos gobiernos de facto debieron tomar posiciones inusuales respecto a los gobiernos del año 1971, que habían acordado el arbitraje. El gobierno chileno debió alabar la política del gobierno del Doctor Salvador Allende al que había derrocado. Por el contrario el gobierno de facto argentino debió criticar la política exterior de la Revolución Argentina durante la presidencia del teniente general Alejandro Agustín Lanusse, último gobernante de facto del anterior gobierno militar argentino.

### Chile
En Chile gobernó desde 1973 hasta 1990 una dictadura militar con Augusto Pinochet como presidente y casi sin oposición —permitida— ni dentro ni fuera de la Junta Militar de Gobierno. El año 1978 el país fue conmovido por el descubrimiento de los restos de los campesinos fusilados en Lonquén tras el golpe de Estado de 1973. El enfrentamiento entre Pinochet y el comandante de la Fuerza Aérea de Chile Gustavo Leigh por sus propuestas de democratización, la destitución de éste y la siguiente renuncia a su cargo de 18 de los 21 generales de su institución debilitaron aún más a la ya debilitada Fuerza Aérea, por el embargo internacional. También seguían sin resolver o empeorando los problemas por las violaciones de los derechos humanos de la dictadura militar y las exigencias de los EE. UU. para la persecución de los responsables del atentado terrorista en Washington contra Orlando Letelier.
La oposición comenzaba a agruparse en torno al expresidente de la República Eduardo Frei Montalva y, dado el carácter dictatorial de régimen, no existían temas de política en que oposición y gobierno coincidiesen en sus apreciaciones con la sola excepción del conflicto con Argentina. Eduardo Frei declaró públicamente su apoyo a la posición del gobierno con las palabras "Se está alimentando, no por Chile, un conflicto de dramáticas consecuencias".
Dado que Augusto Pinochet no debía rendir cuenta de su proceder a un poder controlador, su actuar era más flexible y seguro.
Sin embargo el poder de Pinochet no era absoluto ya que no pudo concretar un virtual acuerdo alcanzado con Videla en la reunión de Mendoza, ni subordinar a la Armada al jefe de la zona sur en diciembre de 1978. Aun así la organización centralizada y jerárquica del mando permitió evitar roces entre los actores y optimizar el uso de los recursos.
A finales de los años 1970 Chile gozaba de una incipiente bonanza económica que terminaría en la profunda crisis económica del año 1982.
El objetivo prioritario del gobierno chileno era evitar la guerra sin ceder territorio insular o continental. Para ello estaba dispuesto a negociar el límite marítimo. Dada la fuerte presión militar argentina, Chile consideraba apropiado para la consecución de ese objetivo la acción de un mediador y la presencia de observadores militares en la zona de conflicto.

### Argentina
El Proceso de Reorganización Nacional gobernaba Argentina desde el golpe de Estado de 1976. Esta dictadura pretendía otorgar igual poder a las tres Fuerzas Armadas argentinas y preveía la alternancia en el poder. Este balance dentro de la Junta Militar permitía además la deliberación política dentro de las FF. AA. y la formación de bloques entre ellas. Se distinguieron tres corrientes políticas dentro del poder militar: «los blandos», representado principalmente por Jorge Rafael Videla y Roberto Eduardo Viola; y «los duros», representados por Emilio Eduardo Massera, Carlos Guillermo Suárez Mason y Luciano Benjamín Menéndez.
El historiador Luis Alberto Romero sostiene que:

En aquel tiempo se asentó entre los uniformados y sus amigos una belicosa corriente de opinión, un planteamiento basado en una rama del nacionalismo argentino, que se alimentaba de fuertes sentimientos chauvinistas. Viejas fantasías históricas de los mitos existentes en la sociedad —la patria grande, la «expoliación» sufrida por el país— se agregaron a la nueva fantasía de «entrar al primer mundo» a través de una política exterior «fuerte». Todo eso combinado con la tradicional mentalidad militar mesiánica y la ingenuidad de sus estrategias que ignoraban los más elementales hechos de la política internacional. La agresión contra Chile, impedida por la mediación papal, fue transferida a Gran Bretaña.

En esa dirección apunta también el comentario aparecido en el periódico estadounidense New York Times del 31 de diciembre de 1978:

La controversia sobre el canal Beagle que ha llevado a los regímenes militares de Argentina y Chile al borde de la guerra es una expresión del turbulento revisionismo operante en Argentina en reacción a las frustraciones en la vida nacional. La política argentina está conducida por militares cuyos valores nacionalistas están mezclados con ambiciones personales, miedos a los políticos, a los curas progresistas, a los empresarios corruptos, y una justificación moralista de la dictadura militar.

La Junta argentina, dividida y debilitada por las interminables internas, llevó adelante una política ambivalente que buscaba el acuerdo pacífico con Chile y también amenazaba con la guerra. Esta política, llamada de la zanahoria y el garrote, es común en las relaciones internacionales y corresponde al interés de un Estado en aplicar la máxima presión sobre su adversario para obtener una solución óptima para sus intereses.
El problema argentino consistía en la incapacidad de tomar decisiones e imponerlas, siquiera dentro de la junta, como lo observa Mark Laudy:

Sin embargo, ellos (Jorge Videla y R. Viola. Nota del Traductor) estaban severamente restringidos por los otros miembros más extremistas de la junta en su capacidad de trabajar por una solución pacífica del conflicto. El liderazgo militar estaba constantemente preocupado de que una aproximación conciliadora hacia Chile sería considerado como una transacción vergonzosa que podría desestabilizar su poder e invitar a jóvenes retadores de rango inferior. Se sabe, por ejemplo, que cuando el Presidente Videla informó al Nuncio Papal, Pio Laghi, de los planes argentinos para invadir en grupo de las islas Picton, Nueva y Lennox en diciembre de 1978, el justificó la decisión diciendo que si el no hubiese dado la orden habría sido reemplazado en la junta.

Otras rencillas entre fracciones que impedían la toma de decisiones y su imposición y socavaban la autoridad del presidente fueron:
- El general Leopoldo Fortunato Galtieri ordenó inconsultamente el cierre de la frontera con Chile.[9][10]
- El general Luciano Benjamín Menéndez intentó impedir a la fuerza la firma del Acta de Montevideo y se sublevó en 1979 contra el gobierno de Videla por razones de política contingente.
- El almirante Emilio Eduardo Massera criticaba continuamente al gobierno con la esperanza de ser presidente si Videla caía. Las críticas eran a veces abiertas otras solapadas, minando la credibilidad de su gobierno.
- Videla era incapaz de conducir el gobierno militar. La Junta Militar

En la entrevista con Marina Aizen, corresponsal en Nueva York de Clarín, el exembajador Raúl Héctor Castro no dio importancia a la capacidad de Videla para contener la guerra:
- Aizenk: «¿A quién le pidió los cinco días?»
- Castro: «A Videla no. Los que estaban moviendo las cosas eran los comandantes de las diferentes divisiones que había.»
- Aizenk: «¿Cuál recuerda que era la posición de Videla entonces?»
- Castro: «Francamente, no creo que Videla tuviera una actitud firme en ese asunto. Los que estaban en esto eran los comandantes militares de ciertas zonas: la zona número uno, donde estaba (Carlos Guillermo) Suárez Mason; en Rosario estaba Galtieri y en Córdoba, Menéndez.»

Conforme a esta distribución del poder, los objetivos del gobierno militar eran variados y controvertidos dentro de las fuerzas armadas. Algunos eran partidarios de aceptar el Laudo Arbitral, otros de impedir una salida de Chile al Océano Atlántico ya sea a través de un límite marítimo adecuado o, como exigían otros, a través de la soberanía argentina sobre alguna o algunas de las islas de marras. Algunas consideraban, como el almirante (R) Isaac Rojas, que el límite debía ser el meridiano del Cabo de Hornos ya desde el Canal Beagle dejando así la parte oriental de la Isla Navarino bajo soberanía argentina. Las pretensiones más extremas del nacionalismo argentino alcanzaban desde las islas Picton, Nueva y Lennox hasta ocupar la Isla de Chiloé.

Argentina, desde el punto de vista geopolítico, es dueña de todo el estrecho de Magallanes, de sus canales derivados y de todo el Beagle. Los tratados internacionales de 1881 y los protocolos posteriores con Chile no tienen mayor alcance, porque se trata de necesidades de la nación argentina, impuestas a ella por su propia naturaleza geográfica y por la configuración del extremo austral del continente. El cono sur de América es argentino por obra de la naturaleza y las discusiones en que se entretienen algunos internacionalistas y juristas, tanto de Chile como de Argentina, no pueden destruir los hechos, más poderosos que todas las argumentaciones de la geografía del extremo sur de América. El dominio austral de América lo ha entregado la configuración geográfica del continente a la nación argentina, y resulta pueril que la Marina de Guerra argentina pueda aceptar otra posición que no sea la del imperio irrestricto y absoluto de la soberanía en el extremo austral de nuestro continente.
Almirante Gastón A. Clement, jefe del Estado Mayor de la Flota de Mar y ministro de Marina, 1948

También el capitán de navío José A. Dellepianne, profesor de Estrategia y Geopolítica de la Academia de Guerra Naval de Argentina, julio de 1947 tenía similares deseos:

No podemos negarnos a la realidad. La Marina argentina debe tener dominio absoluto sobre todos los canales del Pacífico al Sur de la isla de Chiloé. La frontera con Chile es el macizo andino, y la cordillera de los Andes termina al Sur de Puerto Montt. La Armada argentina no tiene, pues, por qué desconocer los hechos de la naturaleza: el cono austral de América del Sur debe pertenecer de modo irremisible, tanto por derecho propio como por indiscutibles razones geográficas, a la más grande patria argentina.

Consciente de su mayor peso militar, del aislamiento internacional de Chile y con una confianza absoluta en que una guerra con Chile sería fácil de ganar, la Junta Militar argentina rechazó el laudo arbitral el 25 de enero de 1978.

### Las medidas argentinas
Mientras no se encontraba solución al conflicto, se acumulaban en Argentina las medidas para presionar a Chile y obligarlo a abandonar el laudo arbitral:
- En octubre de 1978 los presidentes de Argentina y Bolivia ratificaron su solidaridad mediante un comunicado que unía el pedido de Bolivia de salida al mar —que había perdido tras la guerra del Pacífico— con la cuestión de la soberanía argentina en el Atlántico Sur, incluyendo a las Malvinas y el Beagle.
- Las Fuerzas Armadas argentinas elaboraron la Operación Soberanía para «cortar» Chile en varias partes por medio de una invasión. La preparación y las maniobras militares a lo largo de la frontera se realizaron públicamente con gran profusión de noticias:
  - Emilio Massera realizó un «vigilia de armas» en Ushuaia, una costumbre medieval de tono místico.
  - Los envíos de tropas fueron acompañados de gran algarabía, gritos y coros.[1]
  - Cantantes populares concurrieron a los cuarteles para actuar y entretener a la tropa.
  - Se realizaron ejercicios de oscurecimiento, también en ciudades que difícilmente podían ser atacadas.[1]
  - La sucesión de maniobras militares en 1978 fueron difundidas y comentadas ampliamente por la prensa.
  - Algunos militares extremaron un discurso belicista:
    - Promesa de un oficial argentino: «Cruzaremos los Andes, les comeremos las gallinas y violaremos a las mujeres.»[13]
    - Luciano Benjamín Menéndez, general de división y comandante del III Cuerpo de Ejército, dijo: «Si nos dejan atacar a los “chilotes”, los corremos hasta la isla de Pascua, el brindis de fin de año lo haremos en el Palacio La Moneda y después iremos a mear el champán en el Pacífico».[14]

  - La Armada Argentina preparó en detalle las órdenes a cumplir una vez que se tomara invadiera las islas. (Instrucciones Políticas Particulares para la Zona Austral para la Etapa Posterior a la Ejecución de Actos de Soberanía en las Islas en Litigio).
- La Gendarmería Nacional Argentina cerró varias veces la frontera con Chile, como un paso anterior a la guerra. También Argentina impidió el libre tráfico de productos entre Chile y Brasil[15]
- Los medios de comunicación argentinos difundieron continuamente una visión belicista del problema.
- El embajador de Chile ante la OEA da a conocer la expulsión de más de 4000 chilenos residentes en Argentina.[16]
- El presidente argentino Jorge Rafael Videla, durante el encuentro de Puerto Montt, amenazó con la guerra si Chile no cambiaba su posición en las negociaciones: «las negociaciones directas constituyen la única vía pacífica para solucionar el conflicto"»[17]

Esta acumulación de gestos y preparativos disminuía las opciones de los militares blandos para negociar, quedando así a merced de su retórica.

### Las medidas chilenas
En gobierno chileno, consciente del peligro de guerra, de sus funestas consecuencias y de que en ella no había nada que ganar, pues ya ocupaba las islas de hecho y por derecho, preparó intensamente la defensa del país manteniendo a la prensa y a la población alejada de esos temas en lo posible. En sus documentos especiales, el diario chileno El Mercurio afirma: A diferencia de Chile, donde los preparativos de guerra se hicieron en medio de gran reserva para no alarmar a la población, los argentinos se movilizaron en medio de sonoras concentraciones al grito de “el que no salta es un chileno”, con oscurecimientos en sus principales ciudades, varias de ellas inalcanzables para el alcance de vuelo de los envejecidos aviones de guerra de la fuerza aérea chilena, que estaba una generación por detrás de la argentina."
El exministro de relaciones exteriores de Chile Hernán Cubillos expresó una opinión semejante de la situación en Chile: En Chile nunca hubo un verdadero ambiente de guerra, mientras que en Argentina ocurría lo diametralmente opuesto: se hacían ejercicios de oscurecimiento de ciudades y las tropas eran enviadas al sur con aspaviento ... En Argentina había visto una prensa loca, con un gobierno loco, promoviendo la guerra con Chile, diciendo `las islas son nuestras', `el Beagle es nuestro', al punto de que el gobierno argentino tenía poca flexibilidad para moverse dentro de un ambiente que ya le había creado su propia prensa. ... A favor de la prensa chilena y de los periodistas chilenos yo tengo que decir que nunca me fallaron. Yo logré que la prensa se portara de una forma excelente sin un decreto de censura nada más que porque ellos sentían la responsabilidad patriótica que había en lo que estábamos haciendo.
También Raúl Castro, exembajador de los EE. UU. calificó en términos semejantes la situación en Chile:
M. Aizenk: ¿Y la misma presión que ejercieron ustedes en Buenos Aires la ejercieron en Santiago?
R.Castro: No. Yo sentía que en los chilenos había un ambiente más calmado. No había esa decisión de inmediatamente cruzar la frontera. No notaba eso en el ejército chileno. 
En el gobierno chileno se sabía que en caso de una derrota (parcial o completa) debería ceder con su homólogo argentino y en ese caso una opinión pública demasiado optimista o delirante impediría la flexibilidad (es decir, las concesiones) necesarias
La marina de guerra se preparó durante todo el año 1978 (ver libro "La escuadra en acción"), pero no fue publicitado, sino más bien estuvo velado al público y sólo era conocido a las personas e instituciones que estaban involucradas.
La verticalidad del mando dentro de las fuerzas armadas chilenas hacía imposible que algún general o almirante hiciera alardes de valentía o coraje o presentase exigencias diferentes a las del gobierno frente a los periodistas para obtener ventajas políticas. En ese caso se transformaría en un concurrente para Pinochet lo que no era deseado dentro de las fuerzas armadas.
Pinochet también tuvo que frenar a sectores belicistas de las fuerzas armadas chilenas, a la vez que preveía una guerra total, larga y de desgaste, previendo invadir la Argentina hasta Bahía Blanca:

Chile pretendía, si era posible, llegar hasta Bahía Blanca y de ahí cortar todos los pasos al sur. Yo tenía 10.000 hombres ahí, en el sur. Según Pinochet, él advirtió al entonces dictador argentino Jorge Rafael Videla. Mira, la guerra no sería allá (en el sur), como dicen ustedes... sería desde Arica, desde Sapaleri (en el extremo norte), hasta el Cabo de Hornos. La guerra es total.
Eso los anduvo frenando un poco, porque les quedó claro que no podrían hacer una guerra allí, -agregó. Pinochet dijo que también tuvo que frenar a muchos, varios de sus propios generales que querían la guerra. El ex dictador reconoció que un triunfo chileno sobre la Argentina hubiera sido muy difícil, y se hubiera tratado de una guerra de montonera, matando todos los días, fusilando gente, tanto por parte de los argentinos como por nuestra parte, y al final, por cansancio, se habría llegado a la paz. Luego agregó: Llegamos al borde de la navaja. No fuimos a la guerra, pero si hu biéramos entrado en ella nos habríamos empeñado con todos los medios y a lo mejor no nos habría ido tan mal. Me habrían levantado una estatua, que es a lo que aspira todo militar, agregó. Aunque hasta ahora se conocía la información sobre el conflicto por el Beagle, Pinochet dijo que también hubo riesgo de guerra con la República del Perú.

## Las reuniones bilaterales
Al día siguiente de conocido el fallo, el ministro de Relaciones Exteriores y Culto argentino César Guzzetti anunció el rechazo diciendo: «ningún compromiso obliga a cumplir aquello que afecte intereses vitales de la nación o que perjudique derechos de soberanía que no hayan sido expresamente sometidos a la decisión de un árbitro».
El 5 de mayo de 1977 Argentina envió a Chile al jefe del Estado Mayor Conjunto, contraalmirante Julio Torti, para proponer al gobierno chileno negociar directamente las implicancias del laudo, en especial la frontera marina. Esta apertura condujo a dos rondas de negociaciones dirigidas por el lado chileno por el abogado y exministro de Relaciones Exteriores Julio Philippi Izquierdo y por el lado argentino por el general Osiris Villegas.
La primera ronda se hizo desde el 5 al 8 de julio de 1977 en Buenos Aires y la segunda ronda desde el 17 al 20 de octubre en Santiago de Chile. Según Julio Philippi, las negociaciones fracasaron debido a la pretensión argentina de discutir la soberanía chilena sobre las islas que el laudo había dado a Chile.
El 5 de diciembre de 1977 Julio Torti volvió a Santiago con una propuesta que reconocía la soberanía chilena sobre las islas dentro del «martillo» del compromiso de arbitraje, pero exigía una soberanía compartida de tres islas ubicadas al sur del martillo y que Chile consideraba inequívocamente chilenas: Evout, Barnevelt y de Hornos. Además, el límite marino debía ser el meridiano del Cabo de Hornos. El gobierno de Chile rechazó la proposición considerándola una modificación del Tratado de 1881 entre Chile y Argentina y propuso reuniones directas entre los ministros de relaciones exteriores para fijar el límite marítimo.
Durante el mes de diciembre se reunieron los ministros de relaciones exteriores de Chile y Argentina, Patricio Carvajal y Oscar Antonio Montes. Ambas reuniones fueron infructuosas.
El 10 de enero Chile invitó a Argentina a llevar el caso a la Corte Internacional de Justicia, pero el gobierno militar, luego de que los argumentos jurídicos argentinos fueran rechazados en el Laudo Arbitral de 1977, no deseaba más procedimientos jurídicos.
En un intento de utilizar la circunstancia de que ambos países estaban bajo el mando de gobiernos militares, ambos gobiernos entablaron conversaciones «de militar a militar», dejando de lado los conductos diplomáticos. En un viaje secreto a Buenos Aires, Manuel Contreras Sepúlveda intentó buscar un acuerdo con los militares argentinos. Este desvío, llamado «diplomacia militar», fue criticado en Chile porque desvirtuaba los fundamentos jurídicos de la posición chilena y fortalecía los argumentos políticos (y militares) de Argentina.
El 19 de enero de 1978 los presidentes de Chile y Argentina se reunieron en Mendoza en medio de crecientes preparativos bélicos. En esa ocasión, aseguran fuentes argentinas, Pinochet habría aceptado en principio entregar por lo menos una parte de una isla a Argentina
El 25 de enero Argentina declaró nulo el Laudo Arbitral de 1977. El 26 de enero el gobierno chileno emitió un comunicado, afirmando que el laudo tenía carácter obligatorio e inapelable. El 20 de febrero de 1978 ambos presidentes acordaron en la localidad chilena de Puerto Montt continuar las, hasta entonces infructuosas, negociaciones con dos comisiones mixtas sucesivas, llamadas Comix1 y Comix2. (Véase s:Acta de Puerto Montt)
Comix 1 tuvo éxito y tras 45 días se alcanzaron los objetivos planteados de distensión y acuerdos en cuanto a la navegación en el área del conflicto. Comix2, se inició el 2 de mayo, encabezada por Francisco Orrego Vicuña del lado chileno y el general Ricardo Etcheverry Boneo del argentino y, tenía como objetivo resolver en el plazo de seis meses los problemas sustantivos: delimitación definitiva de las jurisdicciones en la zona austral, integración económica; intereses comunes en el continente antártico; delimitación precisa del Estrecho de Magallanes y el establecimiento de líneas de base rectas. 
El 2 de noviembre de 1978 se cumplió el plazo dado a la segunda comisión mixta sin obtener ni un esbozo de acuerdo en los temas de mayor importancia (límite marítimo, cuestiones relativas al estrecho de Magallanes y bases rectas). En los temas secundarios (integración física, cooperación económica y políticas comunes en la Antártida) se alcanzaron acuerdos que no lograron detener los aprestos bélicos a ambos lados de la frontera.
Poco antes del término de la Comix2, Chile volvió a proponer a Argentina llevar el caso a la Corte Internacional de Justicia. La respuesta inoficial del gobierno militar argentino fue que ese paso se consideraría como un Casus belli.
A comienzos de diciembre la guerra era solo una cuestión de tiempo. Todos los esfuerzos bilaterales para llegar a un acuerdo habían fracasado. Fue en ese momento cuando el ministro de Relaciones Exteriores de Chile, Hernán Cubillos Sallato propuso a su par trasandino solicitar la mediación de una potencia amiga. Se acordó solicitar la medición papal. El 12 de diciembre, Hernán Cubillos viajó a Buenos Aires y tras dialogar con Carlos Washington Pastor aprobaron la solicitud de mediación, pero en la tarde de ese día la junta militar argentina desautorizó al ministro Pastor.
Tras el viaje sin resultados de Cubillos, en Buenos Aires tuvo lugar una sesión de la Junta Militar argentina en el edificio Cóndor, con la ausencia notoria de Videla y el canciller Pastor. En esa reunión se le colocó fecha y hora a la Operación Soberanía: el 22 de diciembre de 1978 a las 22:00 horas.